# Københavns Post-Orkester
Københavns Post-Orkester (KPO) er et uniformeret amatørharmoniorkester på ca. 40 medlemmer. Orkestret er medlem af Dansk Post Orkester Forbund (DPOF), som foruden KPO tæller 7 medlemsorkestre.

## Historie
Den 2. august 1922 samledes en lille kreds af musikinteresserede postfolk i kælderen under Købmagergades postkontor. Man ville danne Københavns Postbudes Musikkorps, det der i dag kendes som Københavns Post-Orkester. Dette førte til, at man den 1. oktober 1922 stiftede KPM. Den første orkesterprøve blev afholdt den 2. oktober 1922.
Det lykkedes at stable en besætning på otte mand på benene, og denne beskedne begyndelse er blevet til det store orkester, der eksisterer den dag i dag.
Pengene var små dengang (et lån på 500 kr. klarede etableringen), men så var priserne til gengæld ikke store. Man hvervede således den tids kendteste musiklærer, den iltre italiener hr. Galdi, for en pris af 35 kr. pr. måned.
Heldigvis havde et par af gutterne selv musikinstrumenter, men der måtte bud til musikhandler Gottfried, hvor man kunne få en brugt kornet for 20 kr. Efterhånden som der kom "skik" på orkestret, fulgte de faglige organisationer orkestret med stor interesse, og en skønne dag turde man "gøre" en koncert på Gimle medborgerhus i København, og snart efter var de røde jakker med i gadebilledet, til børnehjælpsdage og når andre kaldte. 
Utallige arrangementer har Københavns Post-Orkester gået i spidsen for, og i mange år kunne juleskibet fra Amerika ikke lægge til kaj, uden at "posthornene" tog imod på landgangsbroen.
Postetaten opdagede også orkesteret, og efterhånden var Københavns Post-Orkester en del af arrangementet, når et nyt posthus skulle indvies, eller der var posthusjubilæum m.m.
Københavns Post-Orkester har været på koncertrejser i udlandet, sidst i Brilon, hvor ca. 9.000 musikere deltog, men også andre steder i Tyskland, Italien, Norge, Sverige, Spanien, Grækenland, Finland, Rusland og Holland har orkestret givet koncerter.

## Orkestrets formænd fra 1922 frem til nu
Der har op til nu været 15 formænd i Københavns Post-Orkester:
- 1922 – 1924 J.C. Pedersen
- 1924 – 1928 Julius Larsen
- 1928 – 1929 Sifred Pedersen
- 1929 – 1941 O.F.V. Frederiksen
- 1941 – 1948 Poul H. Pedersen
- 1948 – 1961 E.T.Havsted, R.
- 1961 – 1965 V.E.Brandenborg
- 1965 – 1979 J.A.Villadsen
- 1979 – 1985 Anton E. Jepsen
- 1985 – 1990 Christian Thode
- 1990 – 1995 H.F. Sørensen
- 1995 – 2000 Michael Thaarup
- 2000 – 2001 Martin Hersom Bien
- 2001 – 2003 Peder Thode
- 2003 – 2019 Martin Ørgård Hansen
- 2019 - idag Anders Faber Kappendrup